# Gmach Warszawskiego Towarzystwa Wioślarskiego w Warszawie
Gmach Warszawskiego Towarzystwa Wioślarskiego – zimowa siedziba najstarszego stowarzyszenia sportowego w Polsce, wybudowana w latach 1895–1897 ze składek członków WTW oraz wkładu hrabiego Ksawerego Branickiego. Projekt elewacji wykonał inż. Bronisław Brochwicz-Rogoyski, zaś plan budynku inż. Kazimierz Matecki. Budynek mieści się przy ulicy Foksal 19 w Warszawie.

## Historia

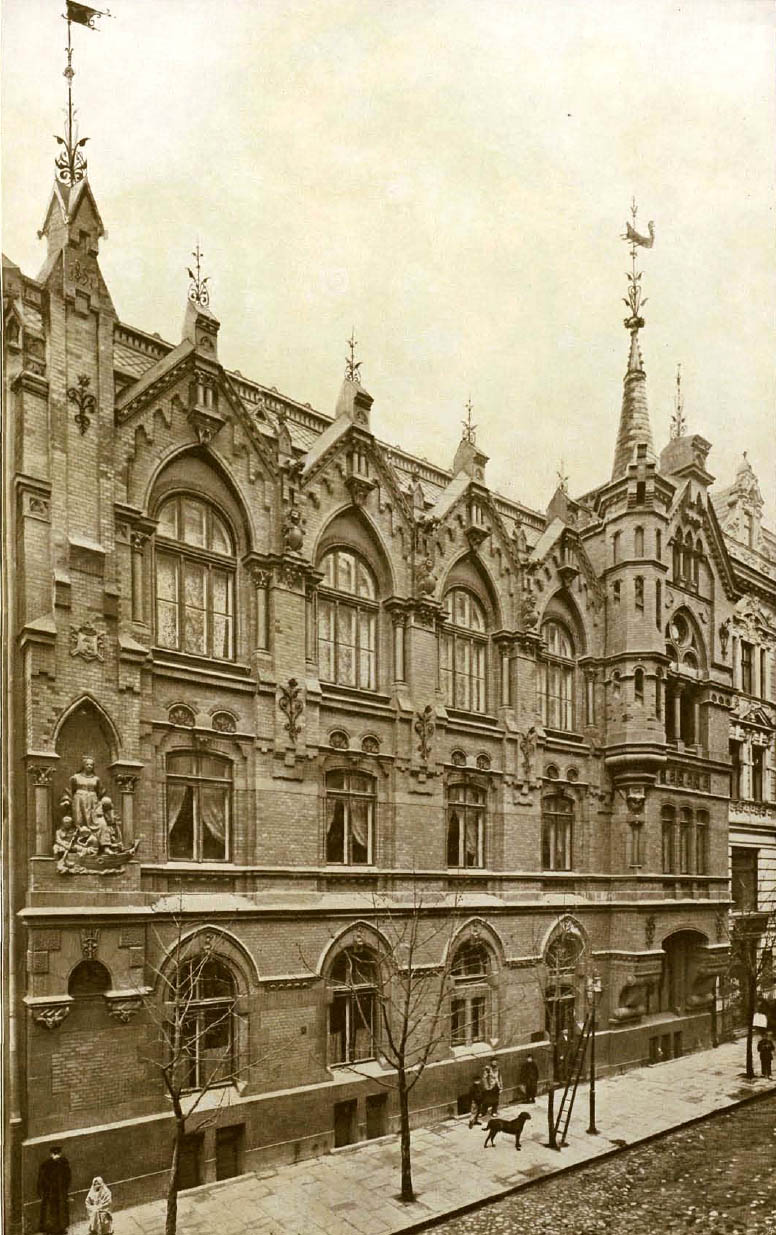
Kamienica w 1901 roku

Budynek wybudowany został w celu uprawiania w zimie szermierki i gimnastyki.
W 1895 roku nabyta została przez hr. Ksawerego Branickiego (ówczesnego prezesa WTW) działka pod budowę gmachu. Plany budynku opracował inż. Kazimierz Matecki (ówczesny wiceprezes WTW). Na projekt elewacji ogłoszono konkurs, który wygrał architekt Bronisław Brochowicz-Rogoyski. Budowa trwała 2 lata, od 1895 do 1897. Koszty wybudowania gmachu finansował hr. Branicki, jednakże WTW ze składek swoich członków stopniowo je spłacało. Ostatnia część długu uiszczona została w 1920. Wtedy to WTW przejęło budynek na własność.
W 1939 budynek został zabrany przez Niemców, zaś w 1944, w czasie powstania warszawskiego został przez nich od środka spalony, ocalała tylko fasada. W pierwszych latach po wojnie odbudowano go staraniem WTW i dzięki zaciągniętym przez członków towarzystwa pożyczkom. Gmach po wojnie pełnił funkcje siedziby WTW do 1948 r. – w tym czasie towarzystwo przymusowo zostało wcielone do zrzeszenia Związkowiec, a później do Budowlanych. Od 1951 r. budynek w rękach Zrzeszenia  Sportowego "Kolejarz", działały w nim m.in. klub sportowy Polonia i Polski Związek Lekkiej Atletyki. Później, przez kilka lat kamienicę dzierżawił również bank.
W 1914 r., podczas I wojny światowej, w gmachu ulokowano szpital wojskowy
1 lipca 1965 gmach wpisany został do rejestru zabytków m.st. Warszawy. W 1978, w wyniku długiego procesu sądowego WTW odzyskało dom przy Foksal.
We wrześniu 2019 roku doszło do rozległego pożaru budynku. Straty wyniosły około 5,5 miliona złotych, a sprawcy podpalenia zostali zatrzymani.

## Wygląd
Gmach składa się z dwóch pięter, ma 15,5 m wysokości. Asymetryczna elewacja została wykonana w duchu zmodernizowanego neogotyku. Na życzenie hrabiego Ksawerego Branickiego wyłożona została żółtą glazurowaną cegłą. Okna zakończone są ostrołukiem, zaś w górnym rzędzie po ich obu stronach wbudowane zostały małe kolumienki. Po prawej stronie fasady widnieje smukła wieżyczka, w której znajduje się spiralna klatka schodowa. Po lewej stronie budynku umieszczona została rzeźba Hipolita Marczewskiego pt. Alegoria Wisły. Przedstawia ona młodą kobietę (oznaczającą Polskę), trójkę pacholąt (trzy zabory) oraz unoszącą się na Wiśle łódź (dążenie narodu do niepodległości). Szczególną ozdobą budynku są: diabły ze skrzydłami, rzygacze w formie smoków.
Przed wojną budynek różnił się od obecnej jego formy. Niegdyś po prawej stronie gmachu, ponad wieżyczką wznosiła się iglica ze stalowym masztem, który zdobił wiatrowskaz w kształcie łodzi wiosłowej, zaś na elewacji widniały lwy z tarczami herbowymi. Inne było pokrycie dachu a także zagospodarowanie wnętrza gmachu.

## Galeria

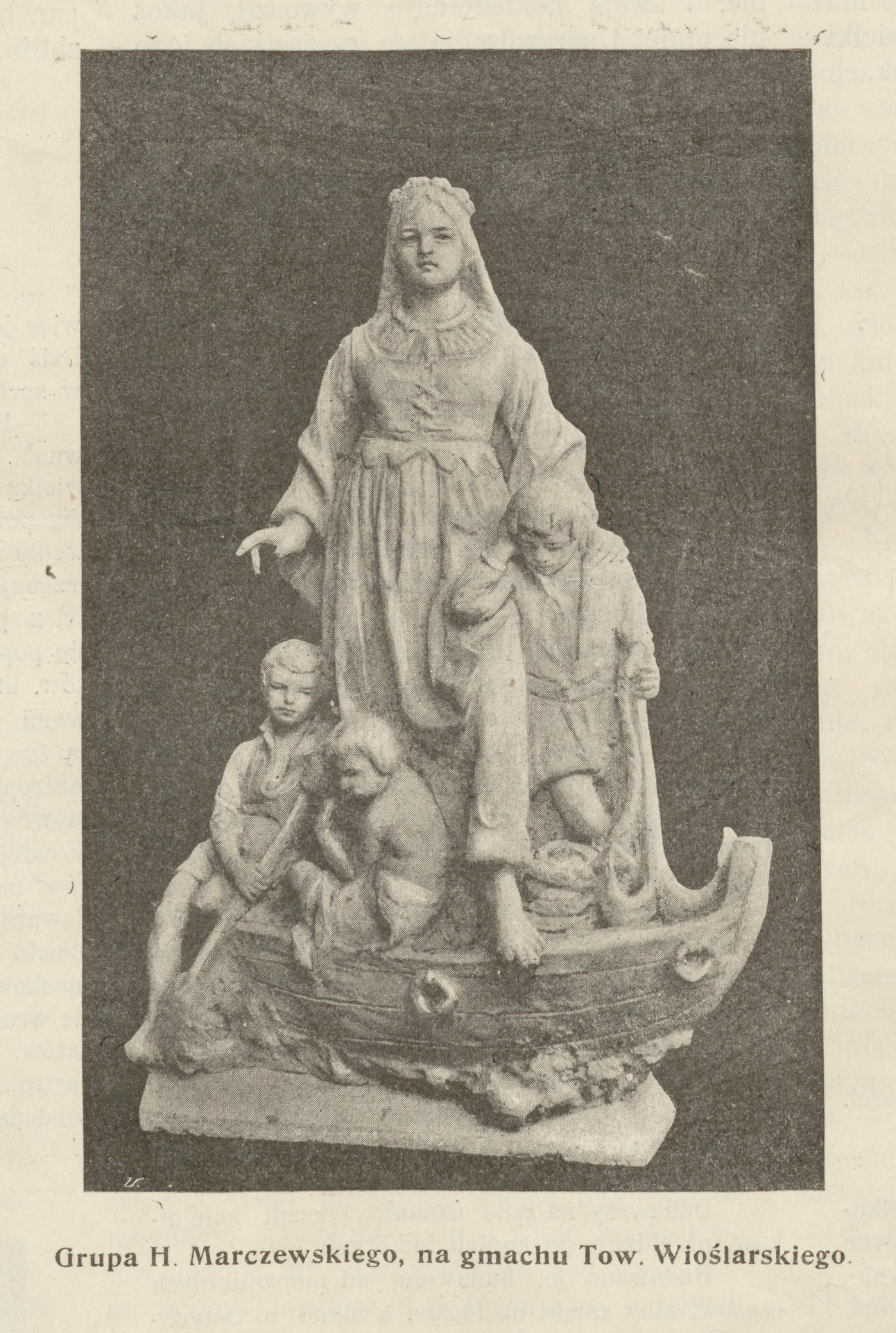
Rzeźba „Alegoria Wisły” Hipolita Marczewskiego na gmachu Towarzystwa Wioślarskiego
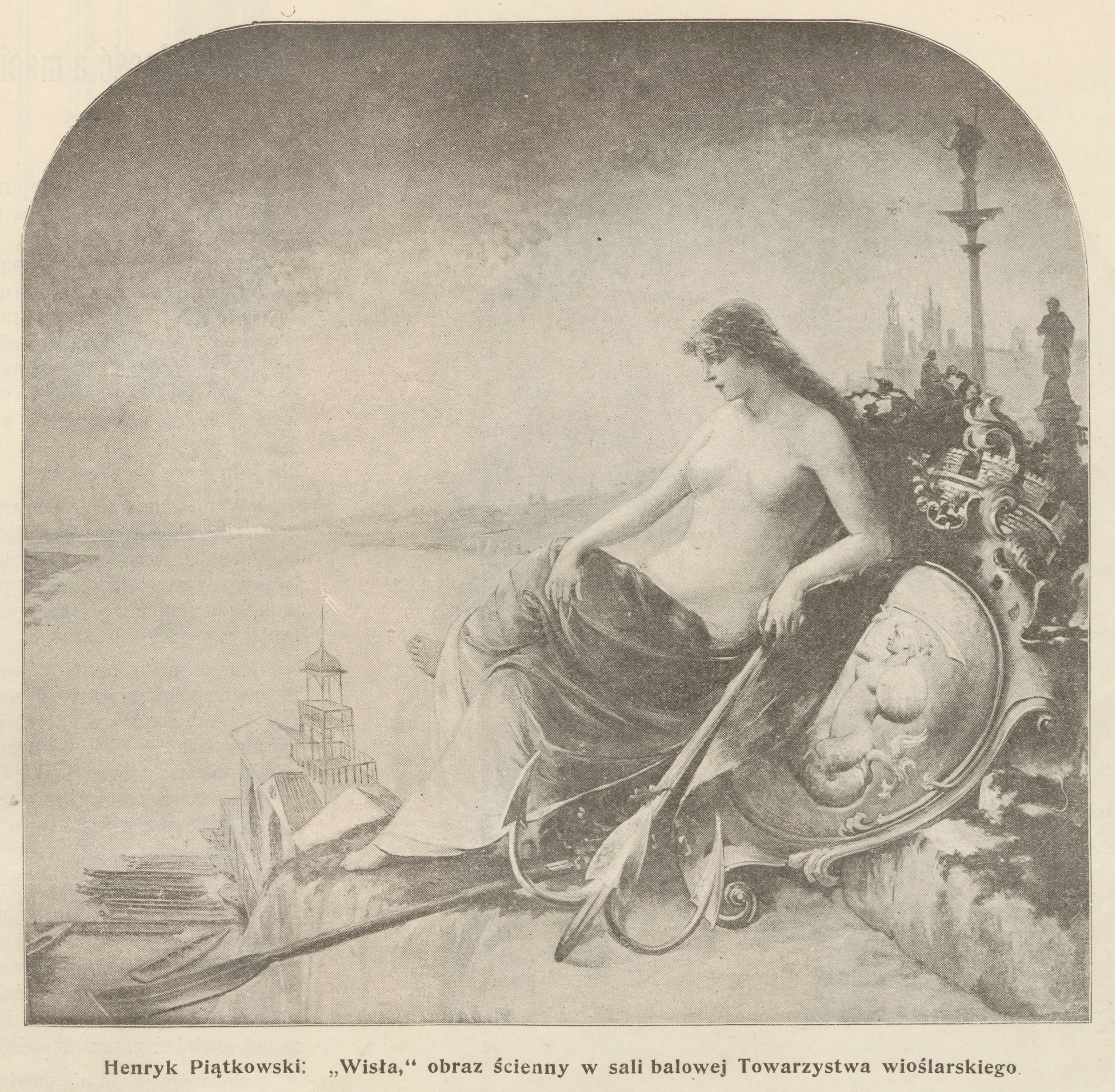
Henryk Piątkowski, Wisła – obraz w Sali Balowej
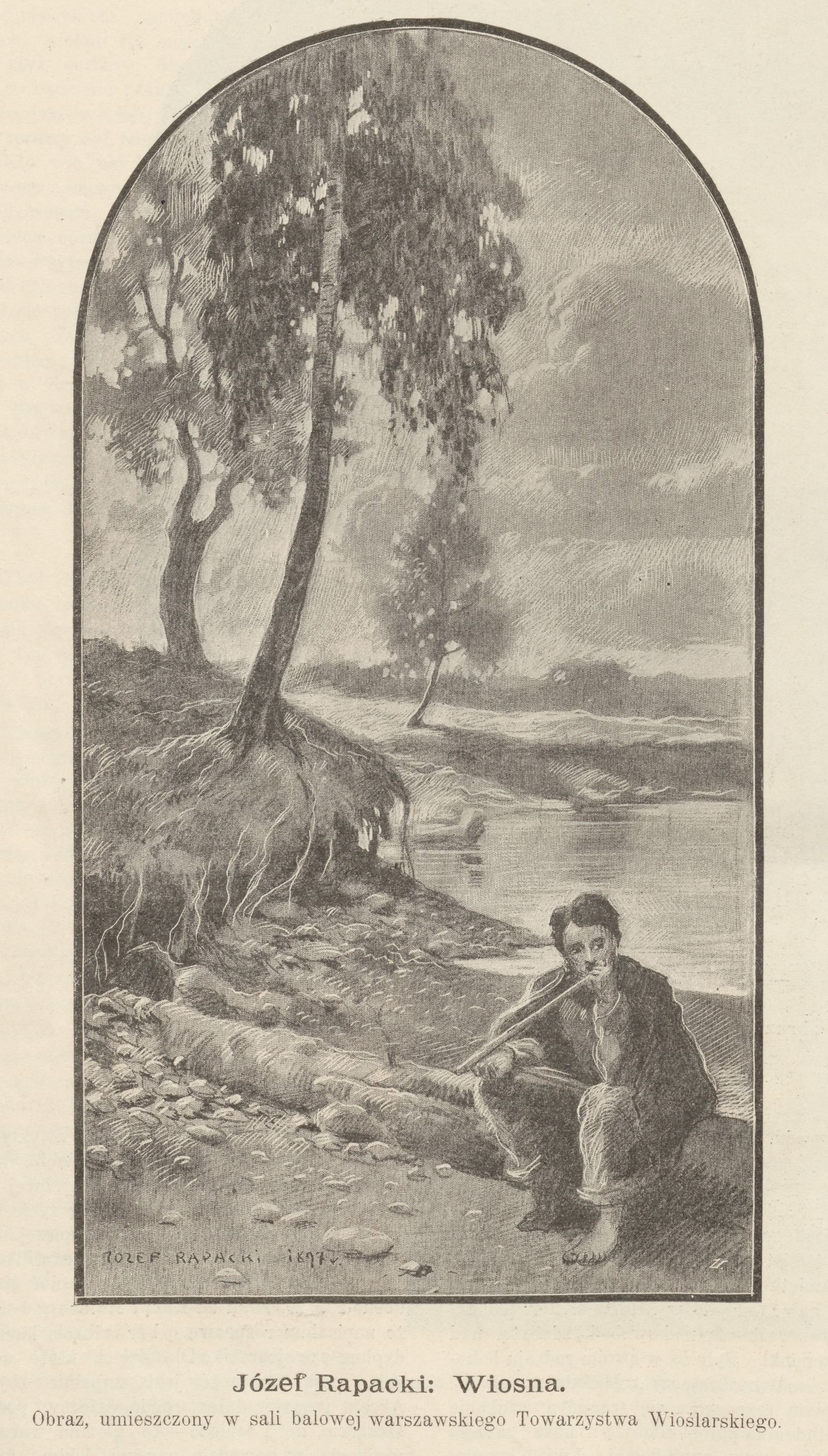
Józef Rapacki, Wiosna – obraz w Sali Balowej
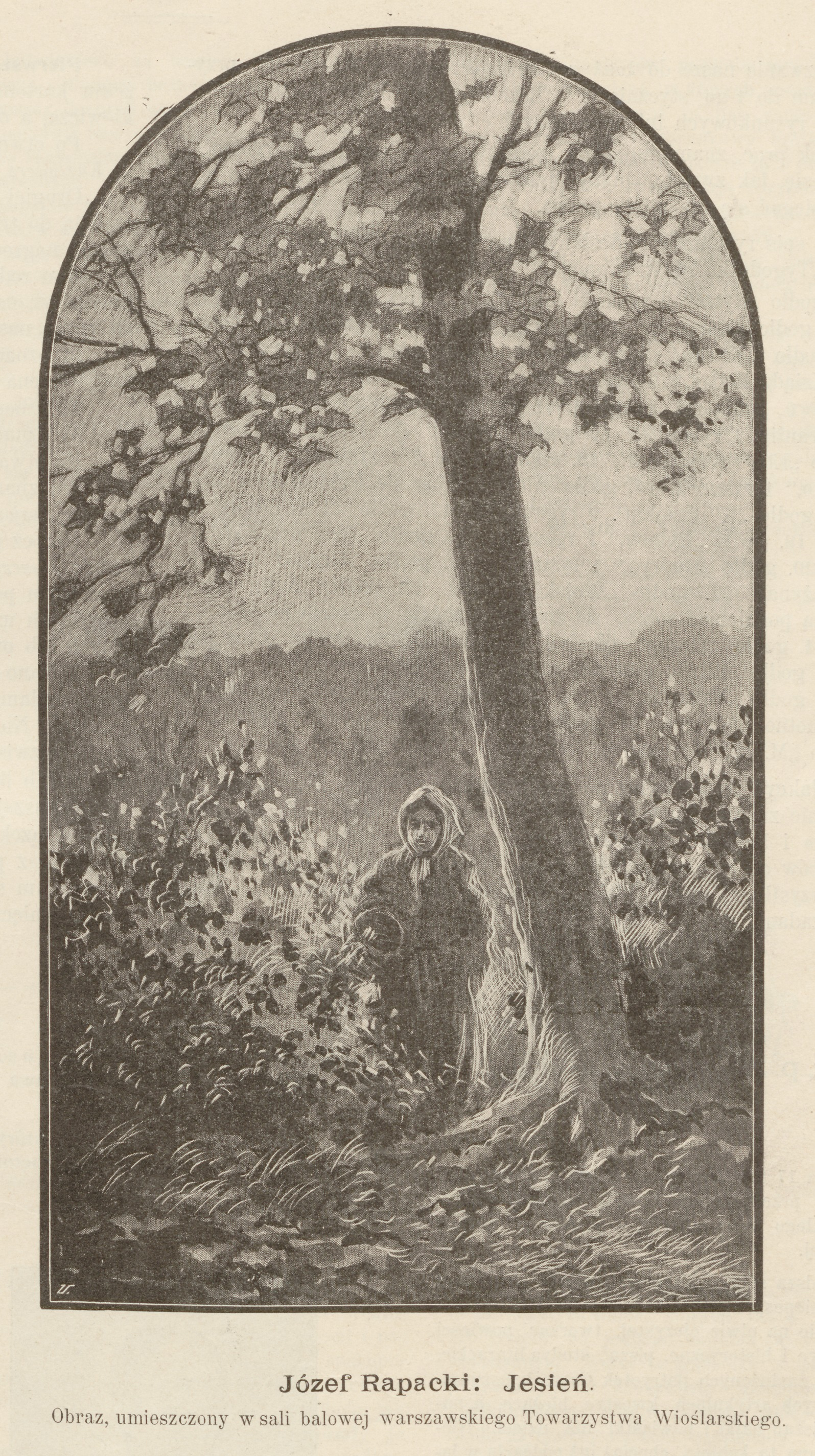
Józef Rapacki, Jesień – obraz w Sali Balowej